# یکاترینا لاریونووا
یکاترینا لاریونووا (انگلیسی: Yekaterina Larionova؛ زادهٔ ۲۳ ژانویهٔ ۱۹۹۴) کشتی‌گیر زن اهل قزاقستان است.
وی در مسابقات کشوری و بین‌المللی در مجموع برندهٔ ۳ مدال برنز شده‌است.